# 1623 en musique classique
| \| • Retour à la chronologie générale de la musique classique • \| |
| Grèce • Rome • Haut Moyen Âge • VIIIe siècle • IXe siècle • Xe siècle • XIe siècle XIIe siècle • XIIIe siècle • XIVe siècle • XVe siècle • XVIe siècle • XVIIe siècle XVIIIe siècle • XIXe siècle • XXe siècle • XXIe siècle |
| • Retour à la chronologie générale de la musique classique • |

| Années en musique classique : 1620 - 1621 - 1622 - 1623 - 1624 - 1625 - 1626    |
| Décennies en musique classique : 1590 - 1600 - 1610 - 1620 - 1630 - 1640 - 1650 |

## Événements
- Auferstehungshistorie, oratorio de Pâques d’Heinrich Schütz.
- Hymnes pour toucher l'orgue avec les fugues et recherches sur le plain-chant, de Jehan Titelouze.

## Naissances

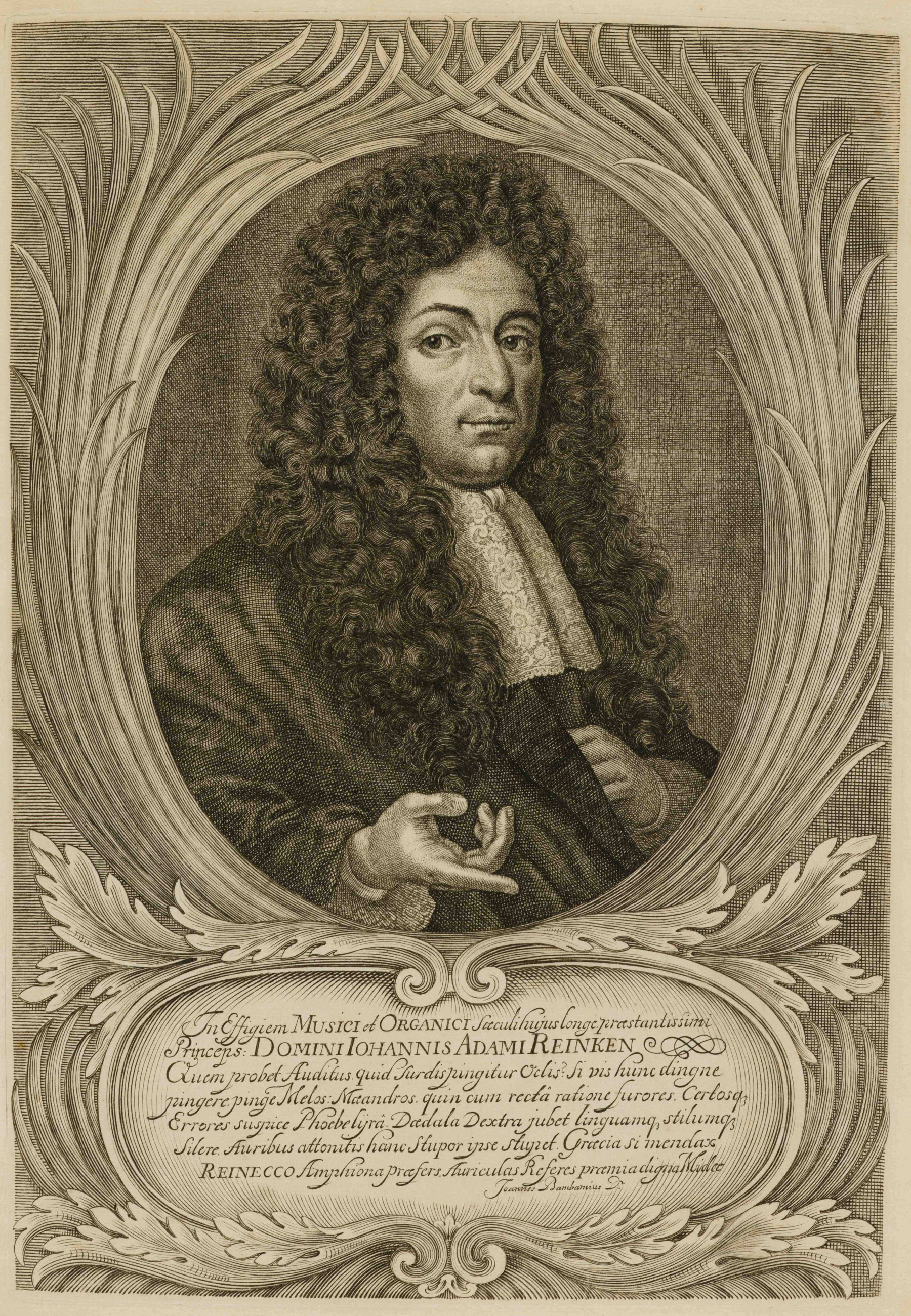
Johann Adam Reinken

- 27 avril : Johann Adam Reinken, organiste hollandais/allemand († 24 novembre 1722).
- 5 août : Marc Antonio Cesti, compositeur italien († 14 octobre 1669).

Date indéterminée :
- Dietrich Becker, compositeur et violoniste allemand († 12 mai 1679).

## Décès

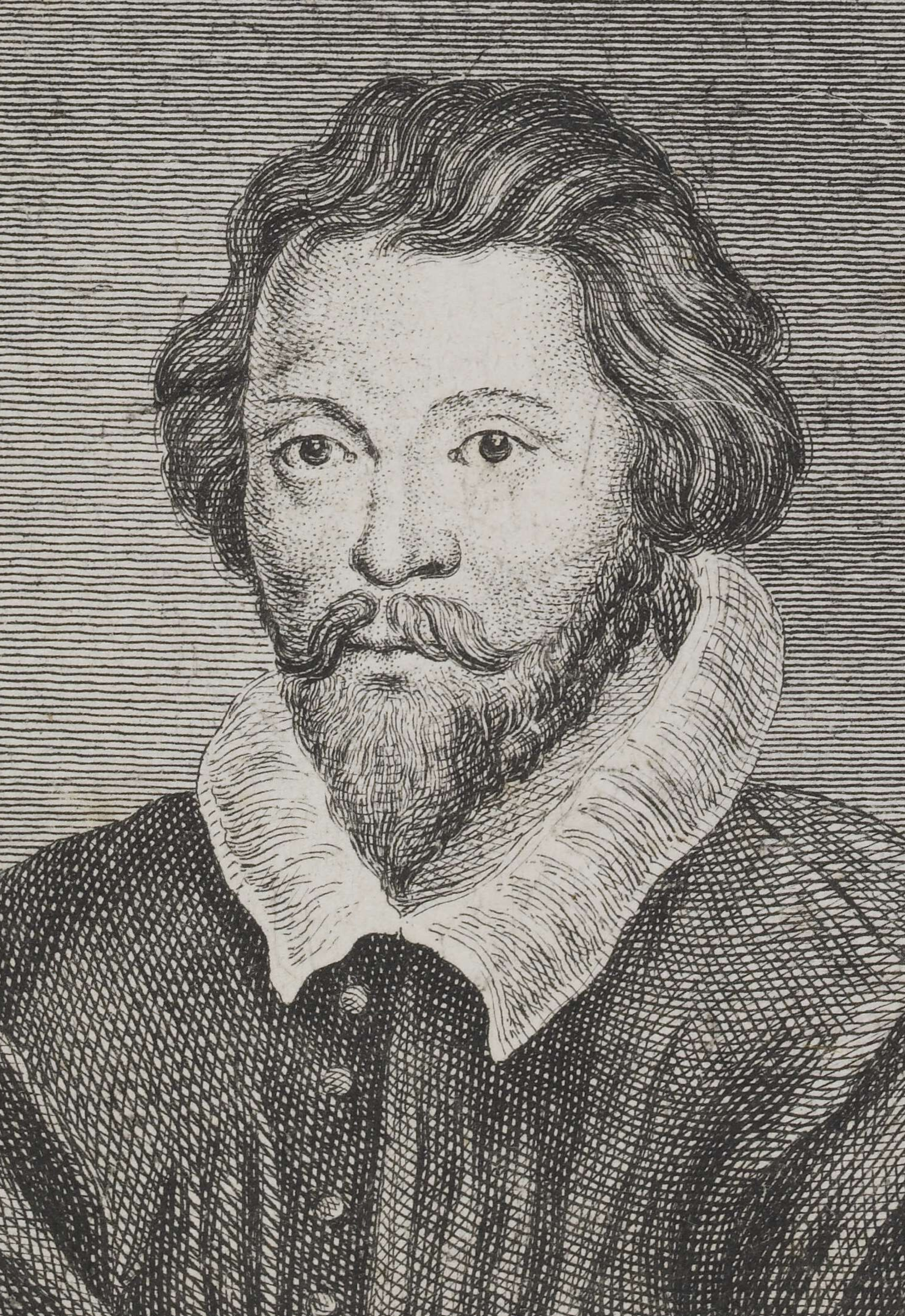
William Byrd

- 5 mai : Philip Rosseter, luthiste, compositeur et directeur de théâtre anglais (° 1568).
- 4 juillet : William Byrd, compositeur et organiste anglais (° v.1543).
- 30 novembre : Thomas Weelkes, compositeur anglais (° 25 octobre 1576).

Date indéterminée :
- Giovanni Bernardino Nanino, compositeur italien, professeur et maître de chant (° 1560).
- Mogens Pedersøn, compositeur danois (° 1585).

Vers 1623 :
- Richard Farnaby, compositeur anglais (° 1594).